# 589 Croatia
Az 589 Croatia egy a Naprendszer kisbolygói közül, amit August Kopff fedezett fel 1906. március 3-án. Nevét Horvátország után kapta.